# أبو بريص الشرق الأوسط ذو الأصابع القصيرة
أبو بريص الشرق الأوسط ذو الأصابع القصيرة (الاسم العلمي:  Stenodactylus doriae)، هو نوع من أنواع السحالي، وينتمي لعائلة وزغية.

## علم أصول الكلمات
اختير الاسم المحدد لهذا النوع من أبو بريص؛ تكريما لعالم الطبيعة الإيطالي جياكومو دوريا.

## النطاق الجغرافي
يتواجد أبو بريص الشرق الأوسط ذو الاصابع القصيرة في المملكة العربية السعودية، وإيران، والعراق وفلسطين، والإمارات العربية المتحدة، وسلطنة عمان، والأردن، والكويت.

## وصف
يصل هذا النوع من أبو بريص إلى طول يبلغ حوالي 8.3 سنتيمتر (3.3 بوصة) - من مقدمة رأسه حتى فتحة الشرج.  يحد عينان أبو بريص هذا حراشف كبيرة لحمايتها من الرمال أثناء الحفر.